# Viola praemorsa
Viola praemorsa (лат.) — многолетнее травянистое растение, вид рода Фиалка (Viola) семейства Фиалковые (Violaceae). Встречается на западе Северной Америки.

## Ботаническое описание
Viola praemorsa — многолетнее травянистое растение высотой до 30 см с развитым корневищем. Толстые мясистые листья с длинными черешками имеют форму копья или овала с заострёнными или закруглёнными кончиками, базальные — до 8,5 см в длину, выше на стебле — такие же или чуть длиннее. Края листьев часто покрыты густыми ворсинками. Цветок расположен на длинном вертикальном стебле. Имеет пять жёлтых лепестков, три нижних с прожилками коричневато-пурпурного цвета, а два верхних с коричневато-пурпурными наружными сторонами.

## Распространение и местообитание
Ареал V. praemorsa включает западную часть Северной Америки: Британскую Колумбию и Альберту в Канаде; штаты Вашингтон, Орегон, Айдахо, Монтана, Вайоминг, Юта, Калифорния, Невада и Колорадо в США. Растёт на горных склонах, обычно там, где есть леса или травяные луга, на влажной или сухой почве. В Калифорнии встречается часто в низкогорных лесах Сьерра-Невады.